# Tovarich (musical)
Tovarich este un musical inițiat în anul 1963. Până în prezent au existat 264 de interpretări ale acestuia. 

## Legături externe
- Tovarich la Internet Broadway Database